# واف
واف (بالإنجليزية: WAV أو WAVE)‏ نظرا ل ملحق اسم الملف، ينطق «موجة» أو /ˈwæv/ WAV )  هو تنسيق ملف صوت قياسي، تم تطويره من قبل مايكروسوفت وآي بي إم، لتخزين تدفق بتات الصوت على أجهزة الكمبيوتر. وهو تطبيق تنسيق ملف تبادل الموارد (RIFF) BITSTREAM وهو طريقة لتخزين البيانات في «قطع»، وبالتالي فهو مشابه لتنسيقات 8SVX و AIFF المستخدمة على أجهزة أميغا وماكنتوش على التوالي. كان ولايزال التنسيق الرئيسي المستخدم في أنظمة ويندوز لمايكروسوفت لتخزين الصوت الخام وغير المضغوط عادة. إن التشفيرالمعتاد لتدفق البتات في هذا التنسيق هو تعديل شفرة النبض الخطي (LPCM).

## شعبية
ملفات WAV غير المضغوطة تكون كبيرة الحجم ، لذا فإن مشاركة ملفات WAV عبر الإنترنت أمر غير شائع. ومع ذلك، فهو نوع ملف شائع الاستخدام ومناسب للاحتفاظ بالنسخ الأصلية من الملفات المؤرشفة  بجودة عالية، للاستخدام في أنظمة لا تكون فيها مساحة القرص محدودة، أو في تطبيقات مثل تحرير الصوت، حيث  يشكل استغراق الوقت في ضغط وفك ضغط البيانات مصدر قلق.

## محددات
يقتصر تنسيق WAV على الملفات التي يقل حجمها عن 4 غيغابايت، نظرًا لاستخدامه عددًا صحيحًا غير موقع 32 بت لتسجيل رأس حجم الملف. على الرغم من أن هذا يعادل حوالي 6.8 ساعة من الصوت بجودة القرص المضغوط (44.1   kHz ، ستريو 16 بت)، من الضروري في بعض الأحيان تجاوز هذا الحد، خاصةً عندما تكون معدلات أخذ العينات أو دقة البت أو عدد القنوات المطلوبة أكبر. وبالتالي تم إنشاء تنسيق W64 للاستخدام في Sound Forge . يسمح رأسه 64 بت بأوقات تسجيل أطول بكثير. كما تم إنشاء تنسيق RF64 الذي حدده اتحاد البث الأوروبي لحل هذه المشكلة.

## مقارنة مخططات التشفير
يمكن ترميز الصوت في ملفات WAV في مجموعة متنوعة من تنسيقات التشفير الصوتي، مثل GSM أو MP3 ، لتقليل حجم الملف.
هذا مرجع لمقارنة جودة الصوت أحادية الصوت (وليس مجسمة) ومعدلات بت ضغط ضغط تنسيقات تشفير الصوت المتاحة لملفات WAV بما في ذلك PCM و ADPCM و Microsoft GSM 06.10 و CELP و SBC و Truespeech وMPEG Layer-3. هذه هي برامج ترميز ACM الافتراضية التي تأتي مع Windows.
| شكل                                                   | معدل البت (كيلوبت / ثانية) | 1 دقيقة (كيب) | عينة             |
| ----------------------------------------------------- | -------------------------- | ------------- | ---------------- |
| 11,025 هرتز 16 بت PCM                                 | 176.4                      | 1292          | 11k16bitpcm.wav  |
| 8000 هرتز 16 بت PCM                                   | 128                        | 938           | 8k16bitpcm.wav   |
| 11,025 هرتز 8 بت PCM                                  | 88.2                       | 646           | 11k8bitpcm.wav   |
| 11,025 هرتز قانون                                     | 88.2                       | 646           | 11 kulaw.wav     |
| 8000 هرتز 8 بت PCM                                    | 64                         | 469           | 8k8bitpcm.wav    |
| 8000 هرتز قانون                                       | 64                         | 469           | 8kulaw.wav       |
| 11,025 هرتز 4 بت ADPCM                                | 44.1                       | 323           | 11 kadpcm.wav    |
| 8000 هرتز 4 بت ADPCM                                  | 32                         | 234           | 8kadpcm.wav      |
| 11,025 هرتز GSM 06.10                                 | 18                         | 132           | 11 كلغ. wav      |
| 8000 هرتز MP3 16 كيلوبت / ثانية                       | 16                         | 117           | 8kmp316.wav      |
| 8000 هرتز GSM 06.10                                   | 13                         | 103           | 8kgsm.wav        |
| 8000 هرتز Lernout &amp; Hauspie SBC 12 كيلوبت / ثانية | 12                         | 88            | 8ksbc12.wav      |
| 8000 هرتز مجموعة DSP Truespeech                       | 9                          | 66            | 8ktruespeech.wav |
| 8000 هرتز MP3 8 كيلوبت / ثانية                        | 8                          | 60            | 8kmp38.wav       |
| 8000 هرتز Lernout & Hauspie CELP                      | 4.8                        | 35            | 8kcelp.wav       |

## روابط خارجية
- مواصفات تنسيق ملف WAVE - من جامعة McGill ، (آخر تحديث: 2011-01-03)
- واصفات تنسيق الموجة القابلة للتوسيع من Microsoft (تم التحديث في 26 أكتوبر 2017)
- مزيد من المعلومات حول WAVE_FORMAT_EXTENSIBLE - جامعة باث
- WAV & BWF دليل البيانات الوصفية
- علامات Exif انظر، على سبيل المثال، الصفحة 128